# Mike Murphy (homme politique, 1958)
Pour les articles homonymes, voir Mike Murphy.
 (mai 2025).
Si vous disposez d'ouvrages ou d'articles de référence ou si vous connaissez des sites web de qualité traitant du thème abordé ici, merci de compléter l'article en donnant les références utiles à sa vérifiabilité et en les liant à la section « Notes et références ».
Mike Murphy (25 janvier 1958) est un homme politique canadien, député de Moncton-Nord à l'Assemblée législative du Nouveau-Brunswick de 2003 à 2010.